# جائزة ألمانيا الكبرى للدراجات النارية 1988
جائزة ألمانيا الكبرى للدراجات النارية 1988 هو سباق دراجات نارية أقيم بتاريخ 29 مايو 1988 في حلبة نوربورغرينغ. كان الجولة السادسة من أصل 15 في سباق الجائزة الكبرى للدراجات النارية موسم 1988. فاز الأمريكي كيفن شوانتز بفئة 500 سي سي بينما جاء الأمريكي وين ريني في المركز الثاني وحصل على المركز الثالث الفرنسي كريستيان سارون.

## وصلات خارجية
- الموقع الرسمي